# Бад-Лангензальца
Бад-Лангензальца (нім. Bad Langensalza) — місто в Німеччині, розташоване в землі Тюрингія. Входить до складу району Унструт-Гайніх.
Площа — 123,11 км2. Населення становить 17 349 ос. (станом на 31 грудня 2021).

## Відомі особистості
У поселенні народився:
- Германн Людвіг Бланкенбург (1876—1956) — німецький композитор та диригент.
- Крістоф Вільгельм Гуфелянд (1762—1836) — видатний німецький лікар.
- Отто Клаувель (1851—1917) — німецький композитор та музикознавець.